# Dinero volador
El dinero volador (飛 錢) fue un tipo de instrumento negociable de papel utilizado durante la dinastía Tang de China, inventado por comerciantes pero adoptado por el estado. Su nombre proviene de su capacidad para transferir efectivo a través de grandes distancias sin transportarlo físicamente. Es un precursor de los verdaderos billetes que aparecieron durante la dinastía Song. 

## Historia
Según el Nuevo libro de Tang, en el año 804, los comerciantes usaban dinero volador. Entre 805 y 820 hubo escasez de monedas de cobre en efectivo, lo que resultó ser un obstáculo para las transacciones comerciales diarias en la dinastía Tang. La creación del dinero volador ocurrió luego de una reforma tributaria que permitió la aceptación parcial de impuestos en dinero, incrementando la demanda de moneda. Esto asustó al gobierno de que los comerciantes retiraran las monedas en efectivo de la capital para circular, por lo que ordenaron a los gobiernos locales establecer sistemas monetarios basados en la seda, otras telas y artículos de uso diario similares al trueque, obstaculizando el comercio a larga distancia en la dinastía Tang y perjudicando la economía nacional. Las personas que obtuvieron el mayor beneficio de la introducción del dinero volador fueron los comerciantes de té y estos ayudaron a mejorar el comercio entre la capital y las otras regiones.
Originalmente, el gobierno de la dinastía Tang era menos receptivo a la idea de las letras de cambio y había intentado prohibirlas en múltiples ocasiones, pero en 812 el dinero volador fue aceptado oficialmente como un medio de cambio válido. Después de que el gobierno aceptó estas facturas, la supervisión del dinero volador estuvo a cargo del Ministerio de Ingresos (戶 部), la Oficina de Impuestos (度 支 司) y la Oficina de Monopolio de Sal (鹽 錢 司). El estado comenzó a imprimir sus propias notas. El método permanecería en uso hasta el período inicial de la dinastía Song.

## Origen
Entre los años 618 y 758 el monopolio chino de la sal estaba controlado por los gobiernos locales a diferencia del gobierno imperial, este sistema se conocía como la política de Kaizhong, los gobiernos locales no producían la sal ellos mismos sino que la gravaban. En el año 758, el funcionario del gobierno Liu Yan había convencido al gobierno imperial de hacer cumplir activamente su monopolio de la sal nuevamente. Esto se conoció como la política de Zhece.  Según esa política a los comerciantes chinos se les pagaba en certificados de sal por suministrar directamente a los militares de la dinastía Tang, en lugar de simplemente transportarles provisiones gubernamentales. Durante el reinado del emperador Xianzong el suministro de monedas en efectivo en circulación era escaso y cuando los comerciantes chinos viajaban a la ciudad capital, confiaban su dinero a las oficinas de representación de sus gobiernos locales, diversos ejércitos de la dinastía Tang., comisionados del gobierno y familias ricas locales.  Los comerciantes lo hacían para aligerar sus cargas de viaje.  

## Uso
Este tipo de dinero no fue originalmente destinado para ser utilizado como moneda de curso legal y, por lo tanto, su circulación fue limitada. Sin embargo, dado que podían cambiarse por moneda fuerte en la capital con una tarifa de cambio de 100 wén por 1000 wén, se intercambiaban entre comerciantes como si se tratara de una moneda. No fue hasta la dinastía Song y la posterior ocupación Jin que el papel moneda se estableció oficialmente como moneda de curso legal. Finalmente, la dinastía Song comenzó a emitir más billetes para pagar sus facturas, una práctica que terminó por contribuir a una inflación galopante. El uso de papel moneda se extendió hacia el oeste a través de los comerciantes mongoles y, en 1661, los países europeos estaban ya imprimiendo papel moneda.